# Аня Андерсен
Аня Андерсен (дан. Anja Andersen; 15 лютого 1969, Оденсе, Данія) — данська гандболістка, член жіночої збірної своєї країни, олімпійська чемпіонка ігор в Атланті 1996 року. З 1999 року — тренер.

## Спортивна кар'єра
Аня Андерсен поєднує в собі високі технічні навички і волю до перемоги. Вона відіграла помітну роль у відродженні данського гандболу в 1990-х роках. Після Чемпіонату Європи 1994 року, в якому збірна Данії завоювала золоті медалі, за Андерсен закріпилося прізвисько «залізна леді» і статус національної спортивної героїні.
У збірної Данії 1990-х років Андерсен була найбільш обдарованим, і водночас складним гравцем. Маючи відмінні спортивні навички, вона одночасно проявляла нестриманість і неодноразово замінювалася під час ключових матчів. На Літніх Олімпійських іграх 1996 року тренер Ульрик Вільбек тимчасово відсторонив її від гри за суперечки про ігровий стиль і поведінку на майданчику.
Аня Андерсен провела за жіночу збірну Данії 133 матчі, набравши в сумі 726 очок. У 1997 році Аня Андерсен стала першою датчанкою, визнаною гравцем року Міжнародною федерацією гандболу.
Аня Андерсен першою привнесла в гандбол елементи шоу. Перебуваючи під сильним враженням від американського баскетболу і особливо від команди «Гарлем Глобтроттерс», вона розробила власний стиль, який працює більше на публіку ніж проти команди суперників. Після закінчення спортивної кар'єри Аня організувала жіночу гандбольну «команду мрії», яка в 2000 і 2001 році зіграла кілька матчів з обраними данськими командами. Матчі проходили з незмінним успіхом, поки Андерсен не перестала виступати внаслідок проблем зі здоров'ям.
Аня Андерсен завершила спортивну кар'єру в 1999 році через проблеми з серцем.

## Тренерська кар'єра
Залишивши кар'єру гравця, Аня Андерсен одразу ж перейшла на тренерську роботу в клуб Slagelse, який виступає в Danish Women's Handball League. Вона виконала завдання-мінімум, вивівши команду у вищу лігу, а потім тричі привела до перемоги в Лізі чемпіонів у сезонах 2003/2004, 2004/2005 і 2006/2007 років. У 2006 році Андерсен також займала пост тренера збірної команди Сербії та Чорногорії.
У 2008 Андерсен перейшла зі Slagelse в FCK Håndbold. У 2010 їй довелося залишити це місце, оскільки клуб FCK Håndbold був розформований. Андерсен вирішила взяти коротку перерву, перш ніж підшукувати нову команду.
У лютому 2011 року Аня Андерсен отримала посаду тренера в клубі Oltchim Râmnicu Vâlcea з Румунії. Як головну задачу перед нею поставили перемогу в Лізі чемпіонів. Але менш ніж через два місяці її звільнили через низькі результати команди: з чотирьох матчів головного туру сезону було програно два.
У сезоні 2012/13 років Андерсен тренувала команду дівчат не старше 18 років гандбольного клубу «Оденсе».